# Phylidorea
Phylidorea is een muggengeslacht uit de familie van de steltmuggen (Limoniidae).

## Soorten

### OndergeslachtMacrolabina
- P. (Macrolabina) alexanderi (Stary, 1974)
- P. (Macrolabina) latistyla Savchenko, 1986
- P. (Macrolabina) nigronotata (Siebke, 1870)
- P. (Macrolabina) pernigrita (Alexander, 1938)
- P. (Macrolabina) temelskin Podenas and Gelhaus, 2001

### OndergeslachtParaphylidorea
- P. (Paraphylidorea) fulvocostalis (Coquillett, 1899)
- P. (Paraphylidorea) fulvonervosa (Schummel, 1829)

### OndergeslachtPhylidorea
- P. (Phylidorea) abdominalis (Staeger, 1840)
- P. (Phylidorea) bicolor (Meigen, 1804)
- P. (Phylidorea) celaena (Alexander, 1970)
- P. (Phylidorea) costalis (Santos Abreu, 1923)
- P. (Phylidorea) ferruginea (Meigen, 1818)
- P. (Phylidorea) gracilistyla Savchenko, 1973
- P. (Phylidorea) heterogyna (Bergroth, 1913)
- P. (Phylidorea) hokkaidensis (Alexander, 1947)
- P. (Phylidorea) kuwayamai (Alexander, 1925)
- P. (Phylidorea) longicornis (Schummel, 1829)
- P. (Phylidorea) melanommata (Alexander, 1921)
- P. (Phylidorea) melanura (Lackschewitz, 1964)
- P. (Phylidorea) modesta (Lackschewitz, 1964)
- P. (Phylidorea) multidentata (Alexander, 1938)
- P. (Phylidorea) mundella (Alexander, 1931)
- P. (Phylidorea) nervosa (Schummel, 1829)
- P. (Phylidorea) squalens (Zetterstedt, 1838)
- P. (Phylidorea) subpoetica (Alexander, 1924)
- P. (Phylidorea) umbrarum (Krogerus, 1937)
- P. (Phylidorea) yamamotoi (Alexander, 1936)